# Carl Friedrich Wittmann
Carl Friedrich Wittmann (* 24. März 1839 in Coburg; † 17. März 1903 in Berlin) war ein deutscher Schauspieler, Schriftsteller, Dramaturg und Intendant.

## Leben
Wittmann trat zunächst als Schauspieler auf, wurde in Gera dann aber auch Intendant. Dann war er u. a. als dramatischer Schriftsteller aktiv, wirkte ab 1884 auch für den Leipziger Reclam-Verlag als Herausgeber von Schauspielen und Libretti für das Musiktheater.
1876 wurde er zum Direktor des Kurtheaters auf der Insel Helgoland bestellt und bekleidete dieses Amt bis 1896, das er – abgesehen von der eigentlichen Kursaison – überwiegend von Coburg und (ab 1886) von Berlin aus organisierte.
Die zahlreichen von Wittmann herausgegebenen Theatertexte fanden in seiner Fassung über Jahrzehnte weite Verbreitung und repräsentieren wohl vielfach die in seiner Zeit übliche Aufführungsversion. 